# Västernorrlands regemente
Västernorrlands regemente (I 21) är ett infanteriförband inom svenska armén som verkat i olika former åren 1869–2000 och återigen från första kvartalet 2022. Förbandsledningen är förlagd i Sollefteå garnison i Sollefteå.

## Historik

### Bildandet
Regementet var det enda regemente som växte fram ur 1812 års beväringsorganisation och har sitt ursprung i Västernorrlands beväringsbataljon som bildades 19 oktober 1854. Beväringsbataljonen var fram till den 29 mars 1869 underställd chefen för Jämtlands fältjägarkår (№ 23). Från den 29 mars 1869 blev bataljonen ett självständigt förband och den 1 januari 1887 antogs namnet Västernorrlands bataljon. Den 1 januari 1893 omorganiserades bataljonen till regemente och antog namnet № 29 Västernorrlands regemente, som 1902 justerades till № 28.
I samband med 1914 års härordning justerades 1914 samtliga ordningsnummer inom armén. För Västernorrlands regemente innebar det att regementet blev tilldelad beteckningen I 28. Justeringen av beteckningen gjordes för att särskilja regementen och kårer mellan truppslagen då namn och nummer, som till exempel № 3 Livregementets grenadjärkår och № 3 Livregementets husarkår, kunde förefalla egendomliga för den som inte kände till att förbanden ifråga tillhörde skilda truppslag.
Regementet klarade sig från avvecklingen i samband med försvarsbeslutet 1925. Men merparten av de kvarstående infanteriregementena reducerades med en bataljon och från den 1 januari 1928 kom Västernorrlands regemente att bestå av två infanteribataljoner. I och med genomförandet av 1925 års försvarsbeslut bröts väsentliga delar av det tidigare rangordningssystemet sönder genom att truppförband med höga stamnummer flyttades in i låga nummer som blivit vakanta efter avvecklade eller sammanslagna regementen och därvid även fick tillgodoräkna rang i enlighet med platsen i nummerserien. Västernorrlands regemente, som hade ett högt stamnummer, övertog från den 1 januari 1928 det nummer som Kalmar regemente tidigare haft, I 21.

### Ådalshändelserna
I maj 1931 stationerades delar av regementet, cirka 40 man från Västernorrlands regemente och 20 beridna soldater från Norrlands trängkår, till Ådalen efter en anhållan från länsstyrelsen för att bistå polisen att stävja en arbetskonflikt, en konflikt som senare kom att bli känd som Ådalshändelserna. 

### OLLI-reformen
I samband med OLLI-reformen, vilken genomfördes inom försvaret åren 1973–1975, bildades A-förband och B-förband. A-förbanden var försvarsområdesregementen som fick ansvaret för ett försvarsområde och mobiliserings- och materialansvaret inom försvarsområdet medan B-förbanden var rena utbildningsförband. Detta medförde att Norrlands trängregemente (T 3) som ingick i Härnösands försvarsområde kom att bli ett B-förband, medan Västernorrlands regemente (I 21) den 1 juli 1974 sammanslogs med Härnösands försvarsområde (Fo 23), som samtidigt namnändrades till Västernorrlands försvarsområde, och bildade försvarsområdesregementet I 21/Fo 23, ett A-förband.

### 1974 års regeringsform
I samband med att 1974 års regeringsform trädde i kraft den 1 januari 1975, ändrades namnet från Kungliga Västernorrlands regemente till enbart Västernorrlands regemente. Samtidigt fråntogs Konungen den formella rollen som högste befälhavare för krigsmakten, vilket även kom att gälla rollen som förbandschef över gardesförbanden. Från den 1 januari 1975 kvartsod monarken enbart som hederschef över gardesförbanden.

### Sollefteå armégarnison
I början av 1980-talet fortsatte rationaliseringen inom fredsorganisationen, vilket fick arméledningen att föreslå ett försök med att pröva en fullständig samordning av en garnison. Garnisonerna i Sollefteå och Östersund utsågs som försöksgarnisoner. Den 1 juli 1983 inleddes försöksverksamheten vid Sollefteå armégarnison (SAG), där verksamheten leddes av en garnisonschef. Det innebar att cheferna för Västernorrlands regemente (I 21) och Norrlands trängregemente (T 3) underställdes chefen för Sollefteå armégarnison, som även tillika var försvarsområdesbefälhavare för Västernorrlands försvarsområde (Fo 23). Med den nya organisationen samlades all verksamhet utom utbildning under garnisonschefens direkta ledning. Det innebar att infanterister och trängare blev anställda vid Sollefteå armégarnison med garnisonschefen som chef, istället för vid något att garnisonens förband. Cheferna för Västernorrlands regemente och Norrlands trängregemente kom endast att ansvara för befäls-, grund- och repetitionsutbildning. Genom försöksorganisationen började dock de ingående förbanden att förlora sin identitet, då organisationen ansågs vara för stor och otymplig, något som påverkade förmågan att vidmakthålla och utveckla sina specialiteter inom respektive truppslag. År 1986 föreslog därför arméchefen att försöken skulle avbrytas, dock var regeringen av en annan åsikt och försöken drevs vidare fram till den 30 juni 1990. Från den 1 juli 1990 inrättades Västernorrlands regemente (I 21), Norrlands trängregemente (T 3) och Västernorrlands försvarsområde (Fo 23) som självständiga förband.

### Försvarsbesluten
Genom försvarsutredning 88 stod det klart att fyra brigadproducerande regementen skulle avvecklas. Bakgrunden var att de ekonomiska problem som uppkommit inom försvaret under 1970-talet och 1980-talet kvarstod och inte löstes i samband med försvarsbeslutet 1987. Regeringen Carlsson I begärde därför en ny utredning från överbefälhavaren Bengt Gustafsson, Försvarsutredning 88 (FU 88), om arméns utveckling. Utredningen ledde till att Riksdagen i december 1989 beslutade att armén från den 1 juli 1992 skulle reduceras med 11 brigader och bestå av 18 brigader. De brigader som utgick var samtliga organiserade efter IB 66M, vilket bland annat berörde Ådalsbrigaden. Vidare beslutades även att Norrlands trängregemente skulle samlokaliseras med Västernorrlands regemente och därmed koncentrera Sollefteå garnison till Regementsvägen i Sollefteå.
Genom försvarsbeslutet 1992 beslutades att Ångermanlandsbrigaden skulle avskiljas från regementet då regeringen ville att Försvarsmaktens grundorganisation skulle spegla krigsorganisationen. Brigaden avskiljdes från regementet den 1 juli 1994 och blev ett kaderorganiserat krigsförband inom Norra militärområdet (Milo N). Från samma datum införlivades försvarsområdesstaben återigen i regementet.
Inför försvarsbeslutet 1996 föreslogs en ny försvarsområdesindelning, vilket innebar att tre försvarsområdesstaber inom Norra militärområdet (Milo N) skulle avvecklas den 31 december 1997. De tre staber som föreslogs för avveckling återfanns i Kalix, Kiruna och Östersund. Gällande staben i Östersund föreslogs den tillsammans med staben i Sollefteå att bilda ett gemensamt försvarsområde. Försvarsområdesstaben i Östersund avvecklades officiellt den 31 december 1997. Från den 1 januari 1998 kom Jämtlands försvarsområde (Fo 22) att integreras i Västernorrlands försvarsområde (Fo 23), som antog namnet Västernorrlands och Jämtlands försvarsområde (Fo 23). Som stöd till hemvärn och frivilligverksamheten inom före detta Jämtlands försvarsområde bildades försvarsområdesgruppen Jämtlandsgruppen.

### Regementet läggs ner...
Inför försvarsbeslutet 2000 föreslog regeringen i sin propositionen för riksdagen att den taktiska nivån borde reduceras genom att fördelningsstaber, försvarsområdesstaber, marinkommandon och flygkommandon skulle avvecklas för att utforma ett armétaktiskt, ett marintaktiskt och ett flygtaktiskt kommando vilka skulle samlokaliseras med operationsledningen. Förslaget innebar att samtliga försvarsområdesstaber skulle avvecklas, vilket inkluderade Smålands regemente. Vidare föreslog regeringen för riksdagen en kraftig reducering av arméförband vilket bland annat innebar att av 13 brigadförband inom armén skulle endast sex förband kvarstå för utbildning av armébrigadledningar och mekaniserade bataljoner. Vidare ansågs att de skulle vara relativt jämnt geografiskt fördelade över landet. I mellersta Norrland föreslog regeringen i sin proposition att Fältjägarbrigaden (NB 5) skulle kvarstå till förmån framför Ångermanlandsbrigaden (NB 21). Sollefteå garnison ansågs ha goda infrastrukturella och övningsbetingelser liksom Östersunds garnison, dock ansåg regeringen att förutsättningarna för en fortsatt utveckling av garnisonen i Östersund var bättre än i Sollefteå. Till Östersunds fördel vägde de övriga förband som låg inom garnisonen, Jämtlands flygflottilj (F 4), Arméns tekniska skola och Motorskolan. Att omlokalisera Arméns tekniska skola till annan ort bedömdes av regeringen inte vara ekonomiskt försvarbart. Skolorna ansågs kunna personal- och kompetensförsörjas med hjälp av att det kvarstod en brigad i Östersund. Vidare pekade regeringen att det på grund av avståndet borde vara lättare för personalen i Sollefteå att flytta till Östersund än till exempelvis Boden vilket skulle minska en eventuell kompetensförlust inom armén.
Från den 1 juli 2000 övergick verksamheten vid regementet till Avvecklingsorganisation Ångermanland fram till att avvecklingen skulle vara slutförd senast den 31 december 2001. Avvecklingsorganisationen hade som uppgift att avveckla regementet och övriga förband som berördes av avvecklingar i Västernorrlands län: Ångermanlandsbrigaden, Norrlands trängkår och Norrlandskustens marinkommando. Den 30 juni 2001 upphörde Avvecklingsorganisation Ångermanland då avvecklingen av förbanden ansågs slutförd.

### ... och återetableras
Den 14 maj 2019 överlämnade försvarsberedningen sin rapport "Värnkraft" till försvarsminister Peter Hultqvist. I rapporten föreslog försvarsberedningen bland annat att krigsorganisationen skulle tillföras fyra regionalt utbildade territoriella skyttebataljoner, utöver den skyttebataljon som föreslogs på Gotland. Av geografiska, beredskaps- och utbildningsskäl bedömde beredningen att två nya grundorganisationsenheter behövde etableras i form av två mindre regementen. De föreslagna regementena ansågs ha en årlig utbildningskapacitet om cirka 200–250 värnpliktiga. På sikt och efter ytterligare investeringar och resurstillskott ansågs regementena kunna utöka utbildningsvolymen för att motsvara behovet av skytteförband för upp till en brigad. De värnpliktiga skulle i största utsträckning uttas regionalt för att bland annat säkerställa hög beredskap vid krigsförbanden. Försvarsberedningen konstaterade att bland annat Falun, Härnösand, Sollefteå och Östersund hade visat intresse för etablering av försvarsmaktsverksamhet.
Inför försvarsbeslutet 2020 presenterade regeringen den 12 oktober 2020 en överenskommelse om att från 2022 återetablera Västernorrlands regemente i Sollefteå. Regeringen angav att en återetablering i Sollefteå ansågs viktig för skyddet av förbindelserna till Trondheim, vilket bland annat berör amerikanska marinkårens förutplacerade utrustning i Trøndelag. Till Västernorrlands regemente föreslogs även Jämtlands fältjägarkår knytas som ett utbildningsdetachement i Östersund. Grundutbildningen i Sollefteå skulle motsvara två lokalförsvarsskyttebataljoner och i Östersund en lokalförsvarsskyttebataljon.
Senast den 1 mars 2021 skulle Försvarsmakten redovisa myndighetens planering till regeringskansliet (försvarsdepartementet) över återinrättandet av Västernorrlands regemente (I 21) i Sollefteå, med utbildningsdetachementet Jämtlands fältjägarkår i Östersund. Den 26 februari 2021 presenterade Försvarsmakten sitt budgetunderlag för 2022, där Försvarsmakten redovisade planering, förberedelser och verksamhet i syfte att kunna återinrätta de av försvarsbeslutet utpekade regementena. Västernorrlands regemente föreslogs etableras från det fjärde kvartalet 2021, initialt med huvuddelen av verksamheten utgående från Östersund och med regementsledning i Sollefteå. Bakgrunden till förslaget byggde på att Försvarsmakten genom befintliga lokaler sedan tidigare bedrev verksamhet i Östersund, vilket möjliggör utbildningsverksamhet från perioden 2022–2023 i Östersund och efter nybyggnation från 2024 även i Sollefteå.
Den 16 juni 2021 offentliggjorde Försvarsmakten cheferna för de nyupprättade förbanden. Överste Jonas Karlsson utsågs till Västernorrlands regemente nya regementschef och tillträdde formellt sin befattning i samband med att regementet återetablerades första kvartalet 2022. Den 1 september 2021 trädde förordningen med instruktion för Försvarsmakten (2007:1266) i kraft, vilken innebar en återetablering av fyra regementen och en flygflottilj. Den 6 december 2021 etablerades regementsstaben i Sollefteå, där man inledningsvis grupperades temporärt i de gamla kasernerna på kasernetablissemanget norr om riksväg 90. Den 16 januari 2022 återetablerades Västernorrlands regemente vid en ceremoni i regementsparken, där bland annat prins Carl-Philip som representant för hovet, överbefälhavare Micael Bydén, försvarsminister Peter Hultqvist och landshövdingarna från Västernorrlands län och Jämtlands län deltog. Den 8 augusti 2022 planerade regementet ta emot de första värnpliktiga.
Den 20 juni 2022 ryckte de första soldaterna in till Västernorrlands regemente med Jämtlands fältjägarkår i Frösön, Östersund. Drygt 60 GB-elever ryckte in för 12 månaders värnpliktsutbildning, där hälften av soldaterna fördelades på Östersund och Sollefteå medan övriga slutförde sin värnpliktsutbildning i Falun. Den 8 augusti 2022 ryckte de första värnpliktiga sedan 1999 in vid regementet in i Sollefteå, totalt 41 värnpliktiga.
Den 27 april 2024 bestred Västernorrlands regemente, genom Anundsjö kompani, högvakten vid Drottningholms slott, samtidigt som Bergs kompani från Jämtlands fältjägarkår bestred högvakten vid Stockholms slott. Enligt en gammal tradition så vaktar fältjägarna Stockholms slott på kungens födelsedag, då han även är hertig av Jämtland.
Den 1 januari 2025 blev chefen Västernorrlands regemente garnisonschef för den militära verksamheten i Härnösand, Sollefteå och Östersund. Det innebär en samordning av säkerhetstjänst, övnings- och skjutfält samt mark och miljöfrågor.

## Ingående enheter

### Jämtlands fältjägarkår
Jämtlands fältjägarkår är från första kvartalet 2022 ett utbildningsdetachement i Östersund underställt Västernorrlands regemente i Sollefteå. Detachementets storlek motsvara en bataljon och utbildar årligen ett kompani. Detachementet är förlagt inom före detta Jämtlands flygflyttiljs flottiljområde. Försvarsmakten och Fortifikationsverket är dock överens om att det alternativ som har bäst förutsättningar för framtida tillväxt i Östersund är området i anslutning till Torråsen, norr om Östersund.

### Ångermanlands infanteribataljon
Ångermanlands infanteribataljon är från första kvartalet 2022 en utbildningsbataljon underställd Västernorrlands regemente i Sollefteå. Bataljonen utbildar årligen ett reducerat kompani. Från utbildningsåret 2024/2025 kommer ett fulltaligt kompani utbildas i Sollefteå. Bataljonen blev dock först aktiv den 1 mars 2024 då dess första chef, Major Markus Olsson, tillträdde sin tjänst. Fram till dess har utbildningsverksamheten letts från bataljonen i Östersund.

#### Utbildningskompanier
1. Livkompaniet (Ånge kompani)
2. Sundsvalls kompani
3. Sköns kompani
4. Härnösands kompani
5. Sollefteå kompani
6. Ramsele kompani
7. Anundsjö kompani
8. Örnsköldsviks kompani

## Tidigare ingående enheter
Genom 1901 års härordning fastställdes att tillgång till trupp skulle regleras genom allmän värnplikt, vilket bland annat resulterade i att infanteriregementena utökades med en bataljon och kom att omfatta tre infanteribataljoner. I samband med krigsutbrottet 1914 fastställdes försvarsbeslutet 1914, vilket bland annat medförde att linjeregementet I 28 organiserades och mobiliserades. I likhet med övriga infanteriregementen skulle också ett reservregemente sättas upp, dock kom dessa aldrig att mobiliseras. Vidare infördes en brigadorganisation inom armén, där två infanteriregementen bildade en brigad. I 20 tillsammans med I 28 bildade 12. infanteribrigaden, ingående i VI. arméfördelningen. Genom försvarsbeslutet 1925 reducerades försvaret kraftigt. Bland annat så utgick reservregementena samt att antalet arméfördelningar reduceras med två. Vidare reducerades samtliga infanteriregementen med en bataljon och kom att från den 1 januari 1928 bestå av två infanteribataljoner. De tidigare linjeregemente ersattes samtidigt med begreppet fältregemente. Som en följd av försvarsnedskärningarna under slutet av 1920-talet, kunde regementet vid krigsutbrottet 1939 endast mönstra två bataljoner, dock var dessa inte helt fulltaliga eller rustade. I den nya organisationen kom regementet underställas chefen för Norra arméfördelningen. Genom försvarsbeslutet 1942 stärktes dock försvarets krigsorganisation, vilket bland annat medförde att infanteriregementena tillfördes en tredje bataljon, samt att i stort sett samtliga kom att sätta upp två fältregementen. Dels det ordinarie regementet, men sen ett helt nytt som blev ett så kallat dubbleringsregemente. Dubbleringsregementet erhöll det ordinarie regementets nummer plus 30. Det vill säga fältregementetna numrerades som i Västernorrlands regementes fall, I 21 och I 51. Det fredstida regementet betecknades som I 21 depå, för att särskilja det från krigsförbanden. Genom försvarsbeslutet 1948 kom fältregementena att omorganiseras till brigader.

### 12.infanteribrigaden
12. infanteribrigaden var en infanteribrigad inom VI. arméfördelningen som verkade åren 1915–1927 och bestod av Västerbottens regemente och Västernorrlands regemente.

### Ådalsbrigaden
Ådalsbrigaden (IB 21) bildades 1949 genom att fältregementet Västernorrlands regemente (I 21) omorganiserades till brigad. Genom försvarsbeslutet 1972 kom brigaden att bli regementets sekundära brigad. Brigaden kom att upplösas den 30 juni 1990 i samband med försvarsutredning 1988, där det beslutades att samtliga brigader organiserade efter förbandstypen IB 66M skulle upplösas och avvecklas senast den 30 juni 1992.

### Ångermanlandsbrigaden
Ångermanlandsbrigaden (NB 21), ursprungligen Ångermanlandsbrigaden (IB 51) och även kallad Polarbrigaden, bildades 1949 genom att fältregementet Ångermanlands regemente (I 51) omorganiserades till brigad. Brigaden kom att bli Västernorrlands regementes huvudbrigad då den 1972 kom att antas som arméns fjärde Norrlandsbrigad. I samband med den nya organisationen fick brigaden NB 51 som ny beteckning. Den 1 juli 1994 avskildes brigaden från regementet och blev ett kaderorganiserat krigsförband inom Norra militärområdet (Milo N), samtidigt fick brigaden den nya beteckningen NB 21. Brigaden upplöstes och avvecklades den 30 juni 2000.

### Västernorrlands försvarsområde
Västernorrlands försvarsområde (Fo 23), ursprungligen Härnösands försvarsområde (Fo 23), bildades den 1 oktober 1942 och hade sin stab lokaliserad på Nybrogatan 1 i Härnösand. År 1943 flyttades staben till Tullportsgatan 2. Från den 1 juli 1960 hade staben sina lokaler på Pumpbackgatan 16C. I samband med OLLI-reformen den 1 juli 1974 fick Härnösands försvarsområde gemensam stab med Västernorrlands regemente (I 21). Genom den omorganisationen lokaliserades försvarsområdesstaben till Sollefteå och namnet ändrades till Västernorrlands försvarsområde. Från den 1 juli 1982 fanns en avdelning lokaliserad till det före detta regementsområdet i Sundsvall där skolhuset samt en kasern användes till frivilligverksamhet. Den 1 juli 1983 avskiljdes försvarsområdesstaben från regementet och överfördes istället till försöksorganisation Sollefteå armégarnison (SAG). Efter att Sollefteå armégarnison upplöstes den 30 juni 1990 bildade försvarsområdesstaben den 1 juli 1990 ett självständigt förband. Genom försvarsbeslutet 1992 kom staben att återknytas till regementet. Den 1 januari 1998 tillkom Jämtlands försvarsområde (Fo 22) vilket tillsammans med Västernorrlands försvarsområde (Fo 23) bildade Västernorrlands och Jämtlands försvarsområde (Fo 23). Försvarsområdet med dess stab upplöstes och avvecklades den 30 juni 2000.

## Förläggningar och övningsplatser

### Förläggning
När indelningsverket avskaffades och den värnpliktiga armén introducerades i början av 1900-talet flyttade regementet den 5 april 1911 in till nybyggda kaserner inne i Sollefteå. Att regementet förlades till Sollefteå var dock ingen självklarhet, då Armén förordade att regementet skulle förläggas till Härnösand och regementschefen Selander uttryckte sig så: "En förläggning i Sollefteå skulle bli moraliskt ruinerande för officerskåren". Av strategiska skäl, bland annat på grund av Forsmobron, beslutades ändå att regementet skulle förläggas till Sollefteå. Kasernetablissementet uppfördes efter 1901 års härordnings byggnadsprogram efter Fortifikationens typritningar för infanterietablissementet. Totalt uppfördes ett 80-tal byggnader på området under dess aktiva tid. Den 1 juli 1992 lämnades kasernområdet på Trängvägen och Norrlands trängregemente samlokaliserades med Västernorrlands regemente på Regementsvägen. I samband med att garnisonen koncentrerades till Regementsvägen gjordes en större utbyggnad av garage och förrådsområden hösten 1993. Efter att garnisonen avvecklades såldes kasernetablissementet till Vasallen som utvecklade området till bostäder och kontor. Den 30 juni 2016 sålde Vasallen hela fastighten till NP3 fastigheter. Fastighten, Hågesta 3:115, omfattade 44 byggnader om sammanlagt 48.600 kvadratmeter till ett värde för 211 miljoner kronor.
Som ett led i den återetablering som påbörjades 2021 av Västernorrlands regemente, köpte Fortifikationsverket den 1 juni 2021 den sydöstra delen av fastigheten av Hågesta 3:115 för 13,75 miljoner kronor. Fastigheten motsvarar 106.000 kvadratmeter och ligger vid det så kallade teknikhuset söder om riksväg 90. Den 6 december 2021 flyttade regementsstaben för Västernorrlands regemente in i temporära lokaler i Hågesta 1, vilka tidigare använts av Sollefteå gymnasium. Från den 1 januari 2022 övertar regementet även den första våningen i Hågesta 1 och Hågesta 3, där skidskyttegymnasiet tidigare huserade. Västernorrlands regemente kommer vara grupperade på det området fram till årsskiftet 2028/2029, då det nya kasernetablissement söder om riksväg 90 beräknas stå klart.
Den 15 december 2021 presenterade Försvarsmakten och Fortifikationsverket sina planer för återetableringen av Västernorrlands regemente. De två myndigheterna hade arbetat efter två alternativ för återetableringen. Alternativ 1 som innefattade det gamla kasernetablissement norr om riksväg 90. Alternativ 2 innefattade ett nytt kasernetablissement vid teknikområdet söder om riksväg 90. Alternativ 1 hade inneburit att militär och civil verksamheten i Sollefteå fått dela område. Alternativ 2 innebar en samlad gruppering för den militära verksamheten, men samtidigt i anslutning till det militära övningsfältet. Alternativ 2 innebar samtidigt att Försvarsmakten kan planera efter hur ett nytt typregemente ska se ut. Då behovet av lokaler inte är detsamma som när kasernetablissement norr om riksväg 90 uppfördes i början av 1900-talet. Det nya kasernetablissementet kommer vara klart att tas i bruk årsskiftet 2028/2029 och då omfatta inhägnad mark och utgöras av kaserner med logement, matsal, idrottshall, förråd, fordonshallar.
Den 24 oktober 2023 meddelade Fortifikationsverket att den föreslagna platsen på Piholmen inte längre var aktuell. Det på grund av att det förekommer oexploderad ammunition i marken, vilket gör det olämpligt att gräva i marken. Istället så planeras det nya garnisonsområdet till Vemyra, där det i framtiden tillåts expandera ytterligare i framtiden. I Vemyra så projekteras garnisonsområdet på ett cirka 40 hektar stort område öster om Tjärnmyrvägen.

### Övningsplatser
Regementet vapenövades på sina mötesplatser vid Sånga mo och Sollefteå läger innan man 1911 flyttade till Sollefteå. I Sollefteå övades regementet vid Tjärnmyrans övnings- och skjutfält och Stormyrans övnings- och skjutfält.

### Detachement
I samband med att Sundsvalls luftvärnsregemente avvecklades den 30 juni 1982 övergick verksamheten i en avvecklingsorganisation från den 1 juli 1982. Avvecklingsorganisationen i Sundsvall var underställd och administrerades av Västernorrlands regemente. Avvecklingsorganisationen upplöstes den 31 december 1982. Från den 1 juli 1982 fanns en avdelning lokaliserad till det före detta regementsområdet i Sundsvall där skolhuset och en kasern användes till frivilligverksamhet. I samband med att regementet återetablerades kommer regementet att ha ett detachement vid Torråsen i anslutning till Dagsådalens skjutfält norr om Östersund, samt verksamhet vid Grytans skjutfält söder om Östersund.

## Heraldik och traditioner

Vapen för Västernorrlands regemente tolkat efter dess blasonering åren 1994–2000.

Den 16 augusti 1960 mottog regementet sin sista fana som ersatte 1897 års fana. Den nya fanan överlämnades av kung Gustaf VI Adolf på Nipvallen i Sollefteå. Efter att regementet avvecklades den 30 juni 2000 kom fanan och regementets traditioner att föras vidare av Västernorrlandsgruppen. Från den 1 juli 2013 fördes regementets traditioner vidare av Medelpads bataljon och Ångermanlandsbataljonen ingående i den nya Västernorrlandsgruppen. I samband med att Västernorrlands regemente återetablerades, återtogs fana och traditionerna från Västernorrlandsgruppen med hemvärnsbataljoner. I samband med återetablering återtogs även det heraldiska vapen som regementet hade fram till 1994, vilket åren 1994–2000 bars av Ångermanlandsbrigaden.

### Utmärkelsetecken
År 1974 instiftades Västernorrlands regementes (I 21) och Ångermanlandsbrigadens (NB 21) förtjänstmedalj i guld (VnorregÅngbrigGM) och i silver.(VnorregÅngbrigSM) i 9:e storleken. År 2000 instiftades Västernorrlands regementes minnesmedalj i guld (VnorrlregMSM).

### Kamratförening
Vid Västernorrlands regemente bildades den 21 juni 1936 kamratföreningen Västernorrlands regementes kamratförening, vilken är en ideell förening och  öppen för alla för att vidmakthålla och utveckla samhörigheten mellan människor med anknytning till förbandet.

### Vänförband
- Nord-Trøndelag regiment, Norge.[g]

## Förbandschefer
Bataljons- och regementschefer verksamma åren 1869–2000. Åren 1974–1983 och 1990–2000 titulerades regementschefen försvarsområdesbefälhavare och innehade tjänstegraden överste av 1:a graden. Åren 1983–1990 hade regementschefen tjänstegraden överste och var underställd chefen för Sollefteå armégarnison. Från 2022 tituleras förbandschefen regementschef och har tjänstegraden överste.

- 1869–1873: Axel Georg Wästfelt
- 1873–1883: Carl Theodor Alexander Biörck
- 1883–1888: Sven Hjalmar Thestrup
- 1888–1893: Carl von Rosen
- 1893–1899: Axel Gustaf Laurell
- 1899–1907: Nils Johan Theodor Selander
- 1907–1908: Hugo William Hamilton
- 1908–1913: Knut Johan Wilhelm Bergenstråhle
- 1913–1918: Carl Henrik Ulrik Scheffer
- 1918–1923: Bo Boustedt
- 1923–1930: Olof Herman Sundberg
- 1930–1935: Thord Richard Evers
- 1935–1937: Folke Högberg
- 1937–1942: Gösta Hollström
- 1942–1947: Magnus Elias Hedenlund
- 1947–1954: Erland Lindhammar
- 1954–1958: Gustaf Wilhelm Reuterswärd
- 1958–1962: Georg von Boisman
- 1962–1963: Stig Synnergren
- 1963–1974: Anders Kjellgren
- 1974–1974: Bengt Sjöberg
- 1974–1977: Ingemar Grunditz
- 1978–1982: Bengt Sjöberg
- 1982–1983: Åke Sagrén
- 1983–1987: Lennart Rönnberg
- 1987–1991: Kjell Högberg
- 1991–1993: Karl Forssberg
- 1993–1997: Bo Svensson
- 1997–2000: Georg Aminoff
- 2000–2021: Ej aktivt
- 2022–2025: Jonas Karlsson [h]
- 2025–20xx: Överste Överste Joakim Karlquist

## Namn, beteckning och förläggningsort
| Kungl. Västernorrlands beväringsbataljon            | 1869-03-29 | – | 1886-12-31 |
| Kungl. Västernorrlands bataljon                     | 1887-01-01 | – | 1892-12-31 |
| Kungl. Västernorrlands regemente                    | 1893-01-01 | – | 1974-06-30 |
| Kungl. Västernorrlands regemente och försvarsområde | 1974-07-01 | – | 1974-12-31 |
| Västernorrlands regemente och försvarsområde        | 1975-01-01 | – | 1983-06-30 |
| Sollefteå armégarnison                              | 1983-07-01 | – | 1990-06-30 |
| Västernorrlands regemente                           | 1990-07-01 | – | 1994-06-30 |
| Västernorrlands regemente och försvarsområde        | 1994-07-01 | – | 2000-06-30 |
| Avvecklingsorganisation Ångermanland                | 2000-07-01 | – | 2001-06-30 |
| Etableringsorganisation I 21                        | 2021-12-06 | – | 2022-01-15 |
| Västernorrlands regemente                           | 2022-01-16 | – |            |

| № 29       | 1893-01-01 | – | 1901-12-31 |
| № 28       | 1902-01-01 | – | 1914-09-30 |
| I 28       | 1914-10-01 | – | 1927-12-31 |
| I 21       | 1928-01-01 | – | 1974-06-30 |
| I 21/Fo 23 | 1974-07-01 | – | 1983-06-30 |
| I 21/Fo 23 | 1994-07-01 | – | 2000-06-30 |
| Ao Ång     | 2000-07-01 | – | 2001-06-30 |
| I 21       | 2022-01-16 | – |            |

| Sånga mo (F)                           | 1893-01-01 | – | 1899-??-?? |
| Sollefteå läger (F)                    | 1899-??-?? | – | 1911-04-04 |
| Sollefteå garnison (F)                 | 1911-04-05 | – | 2001-06-30 |
| Tjärnmyrans övnings- och skjutfält (Ö) | 1939-??-?? | – | 2000-06-30 |
| Stormyrans övnings- och skjutfält (Ö)  | 1939-??-?? | – | 2000-06-30 |
| Sundsvall (D)                          | 1982-07-01 | – | 1982-12-31 |
| Sollefteå garnison (F)                 | 2021-12-06 | – |            |
| Östersunds garnison (D)                | 2022-01-16 | – |            |
| Härnösands garnison (D)                | 2025-01-01 | – |            |

## Galleri

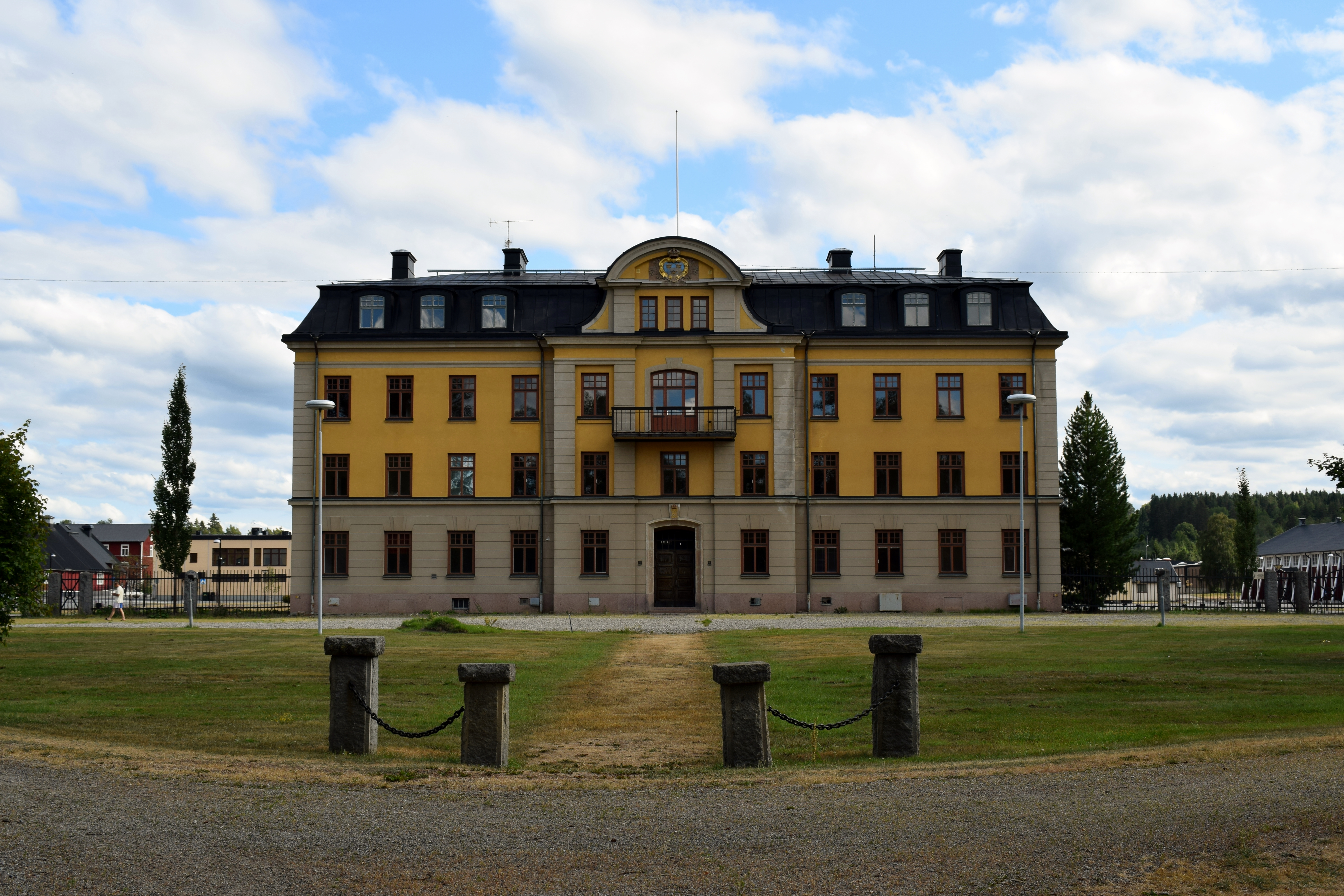
Regementets kanslihuset åren 1911–2000, sett från regementesparken.
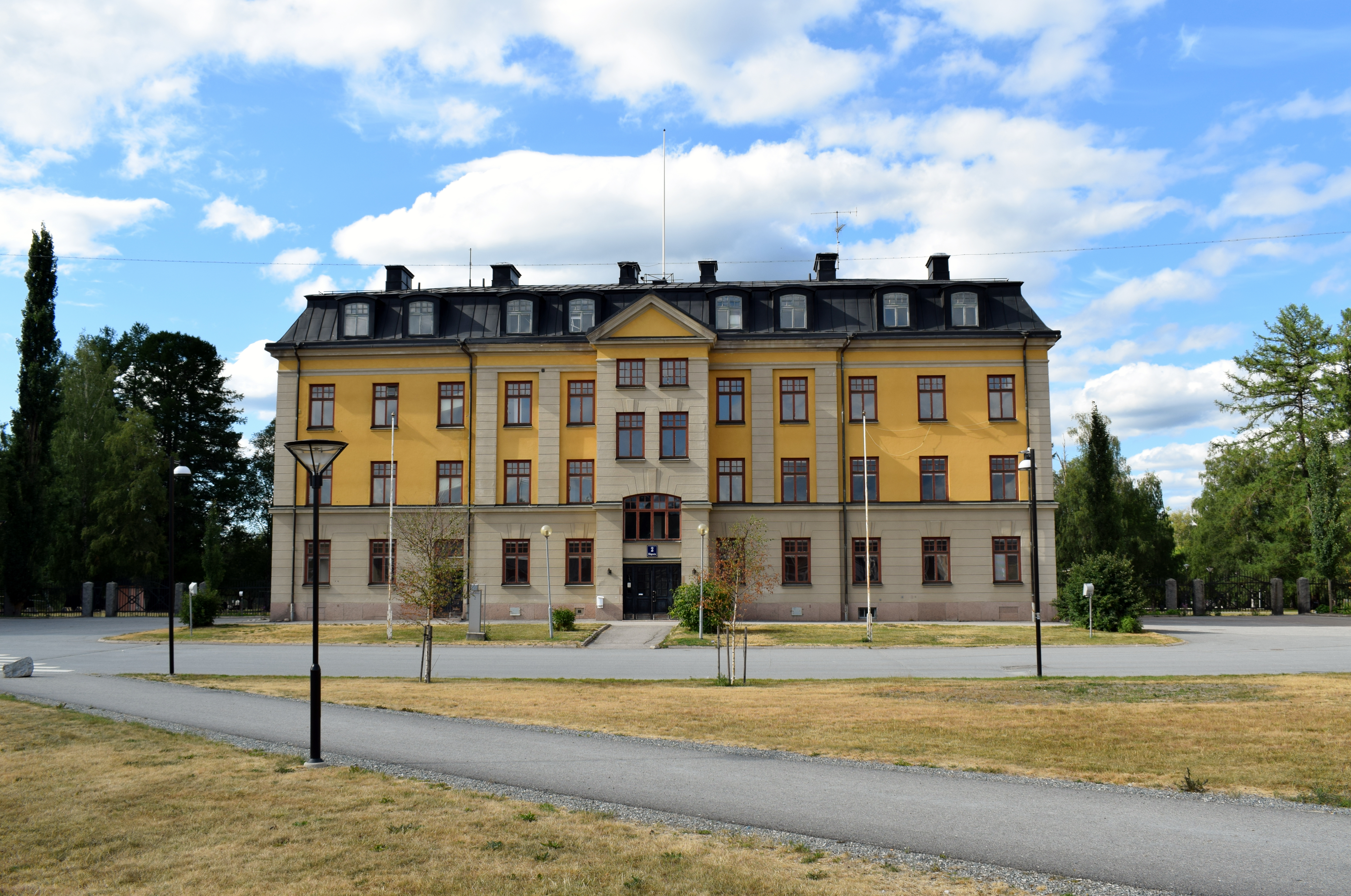
Regementets kanslihuset åren 1911–2000, sett från kaserngården.
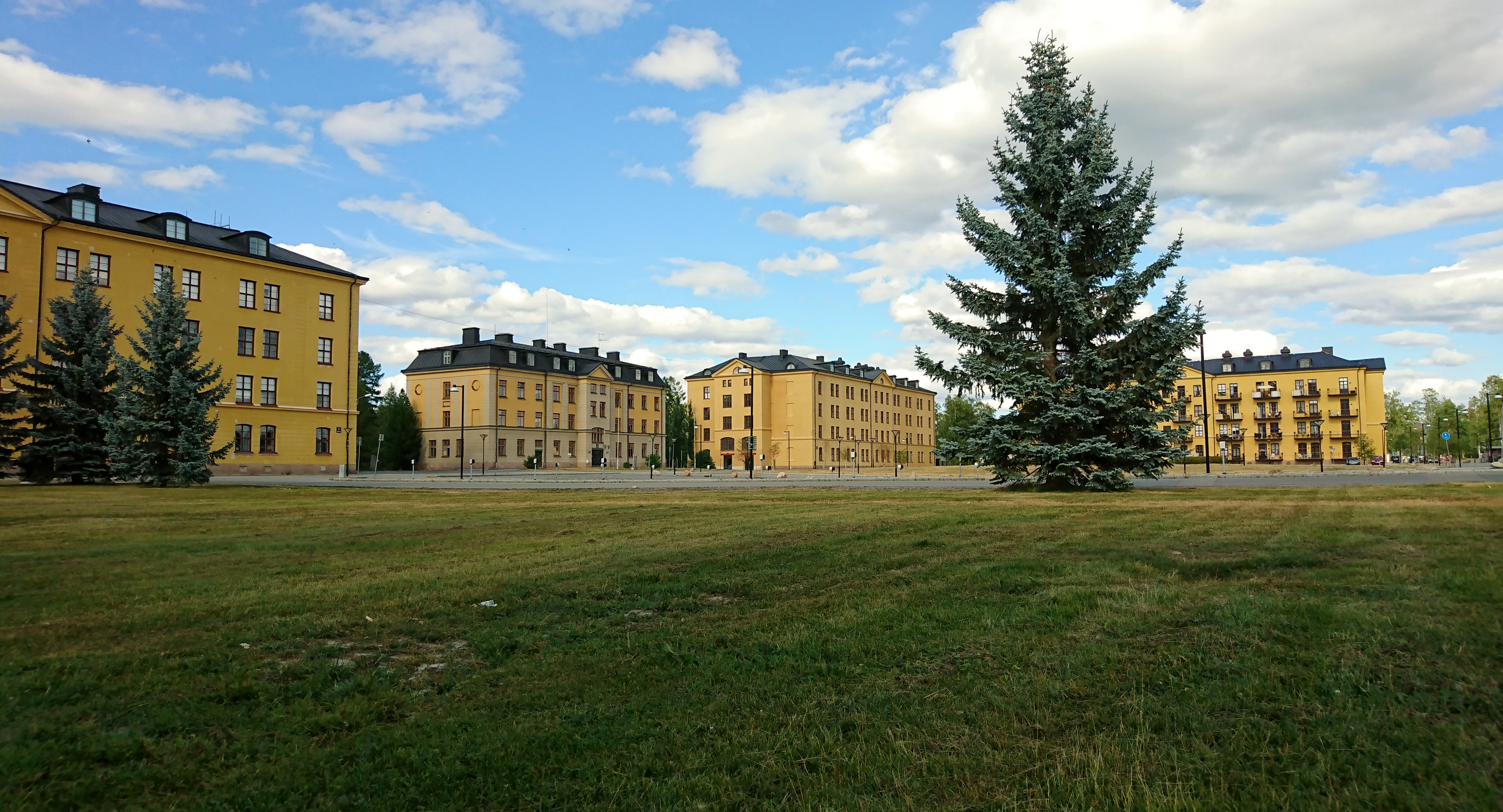
Vy över regementets kasernerna åren 1911–2000 sett från kaserngården.
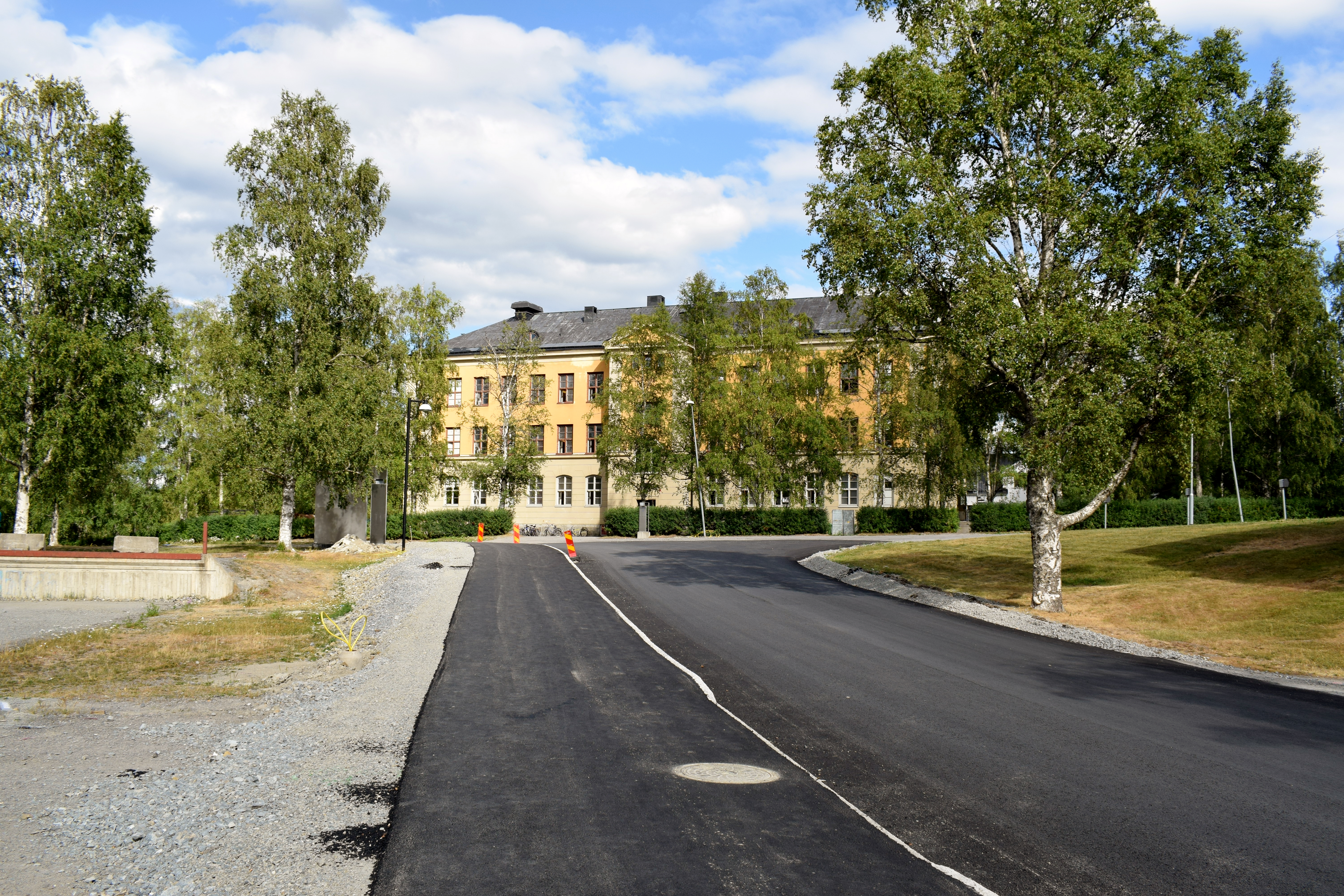
Den före detta D-kasernen, även kallad Härnösandskasernen, vid kasernetablissementet.
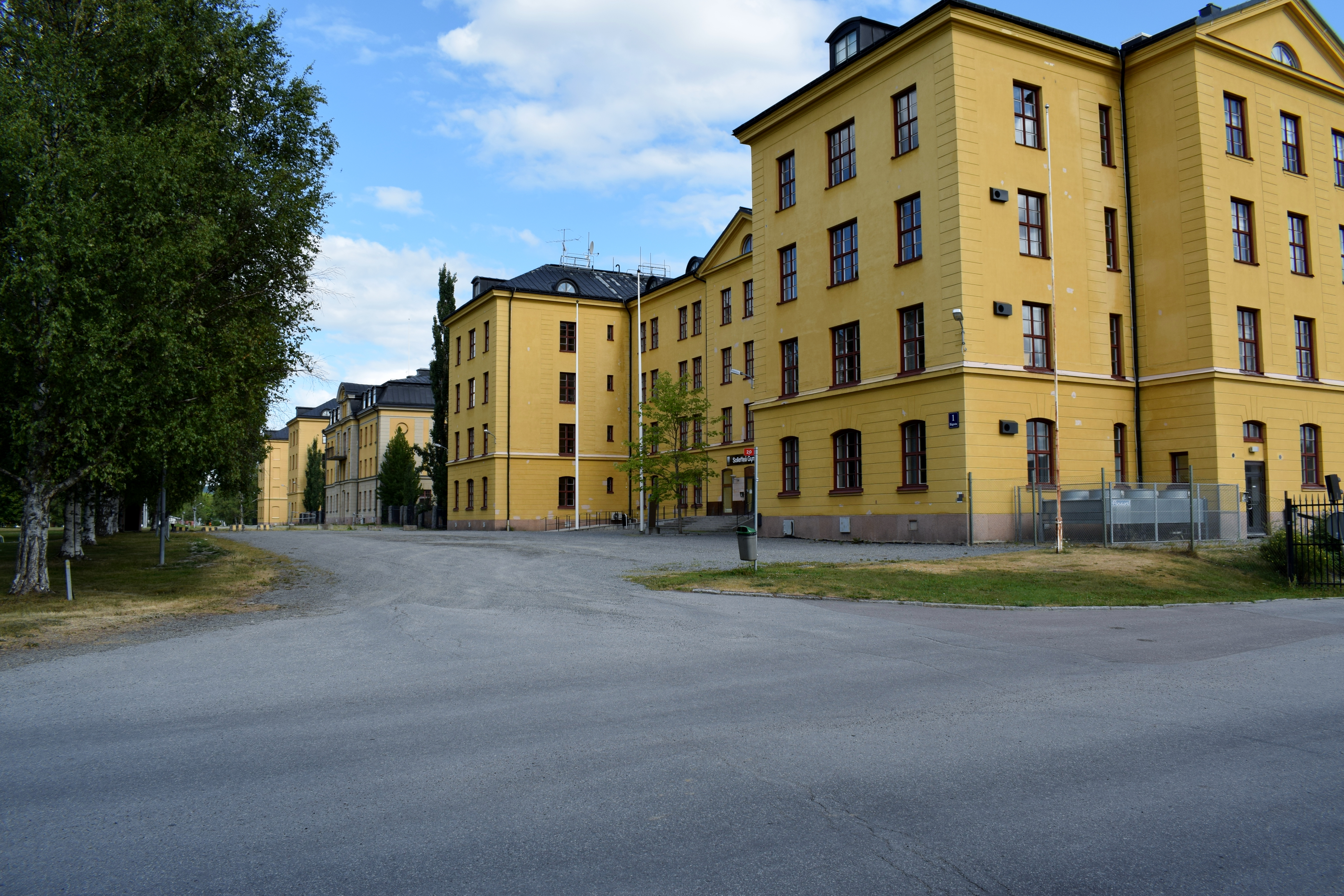
Vy över framsidan av kasernerna.
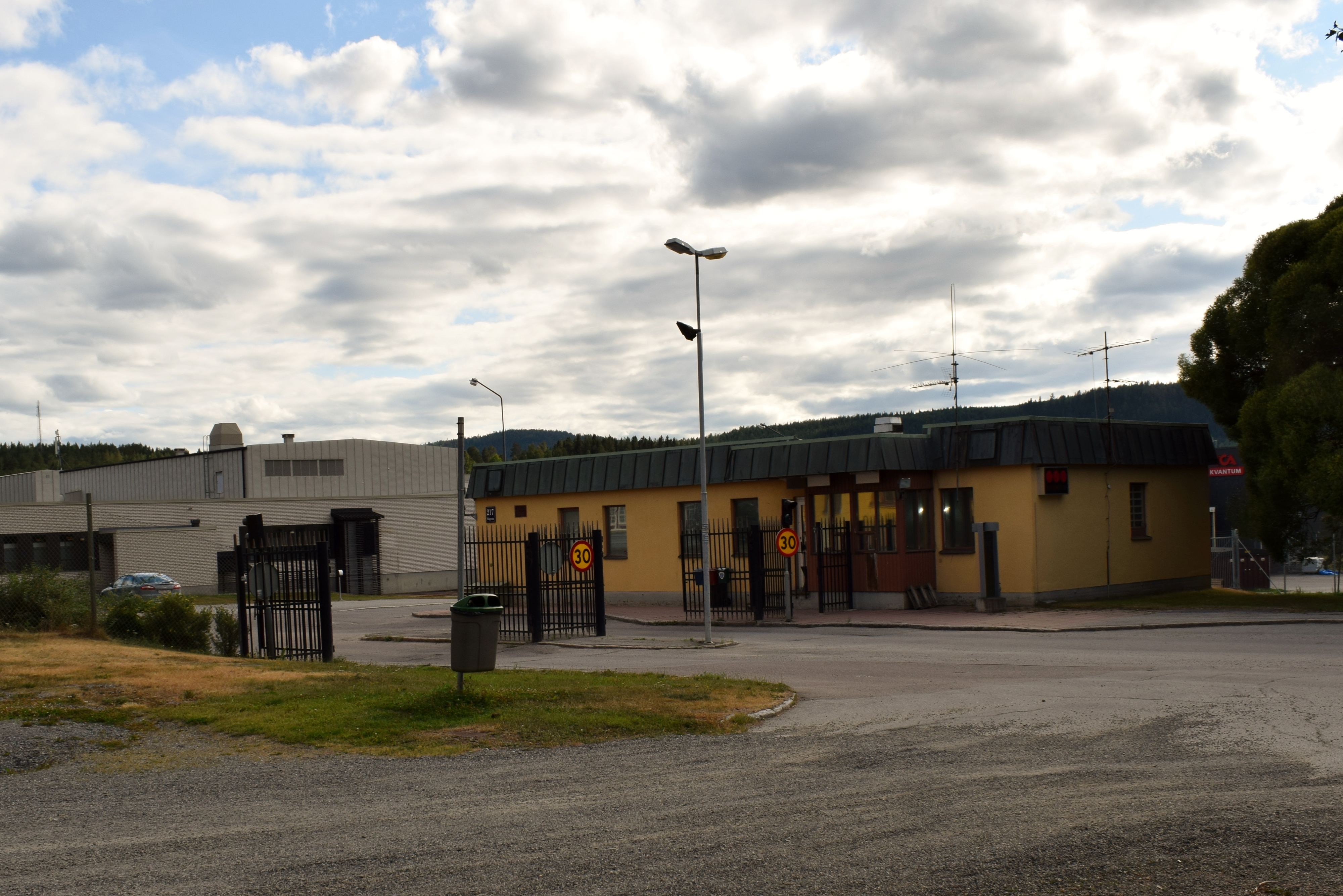
Före detta kasernvaktens byggnad.
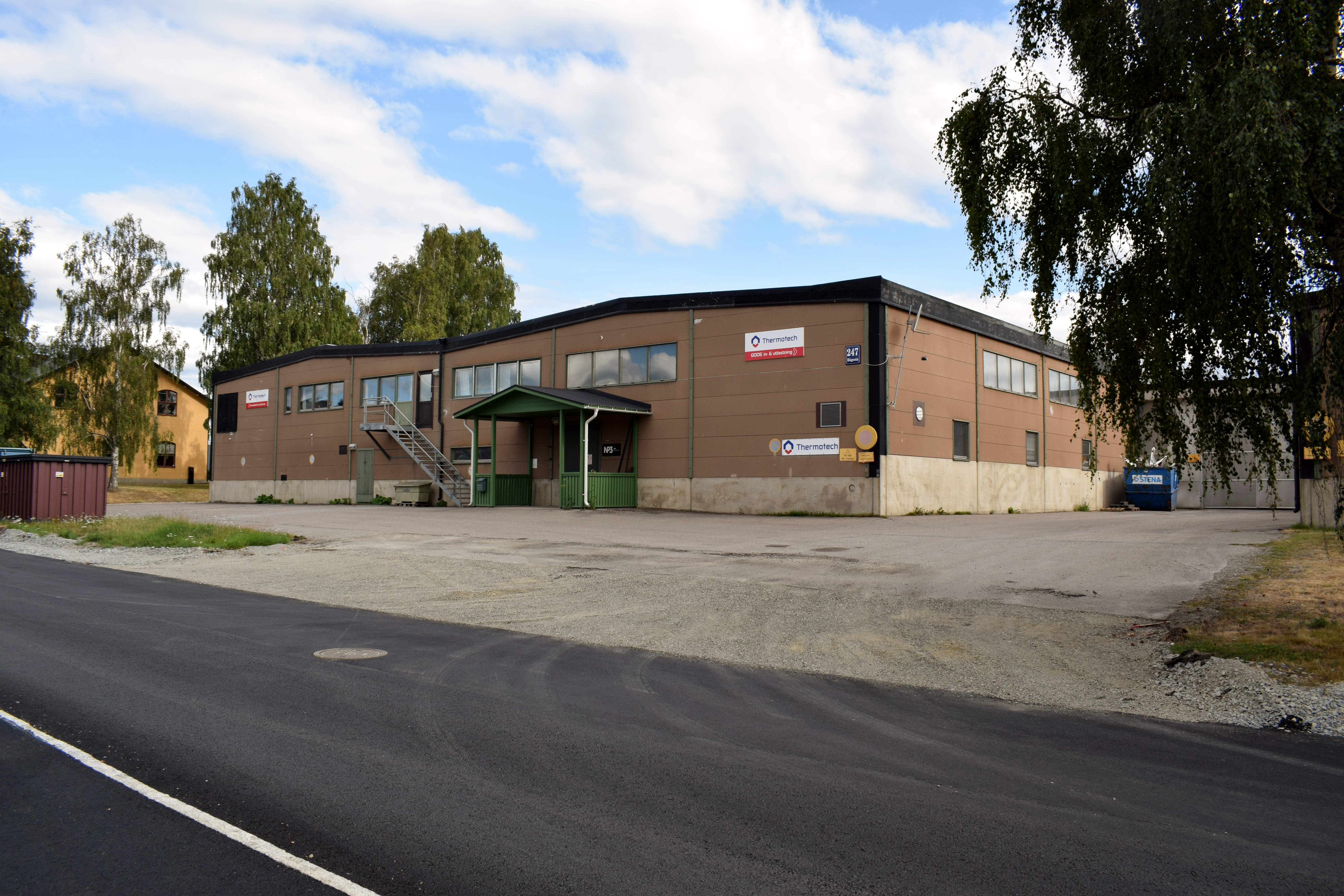
Före detta truppserviceförrådet vid regementet.
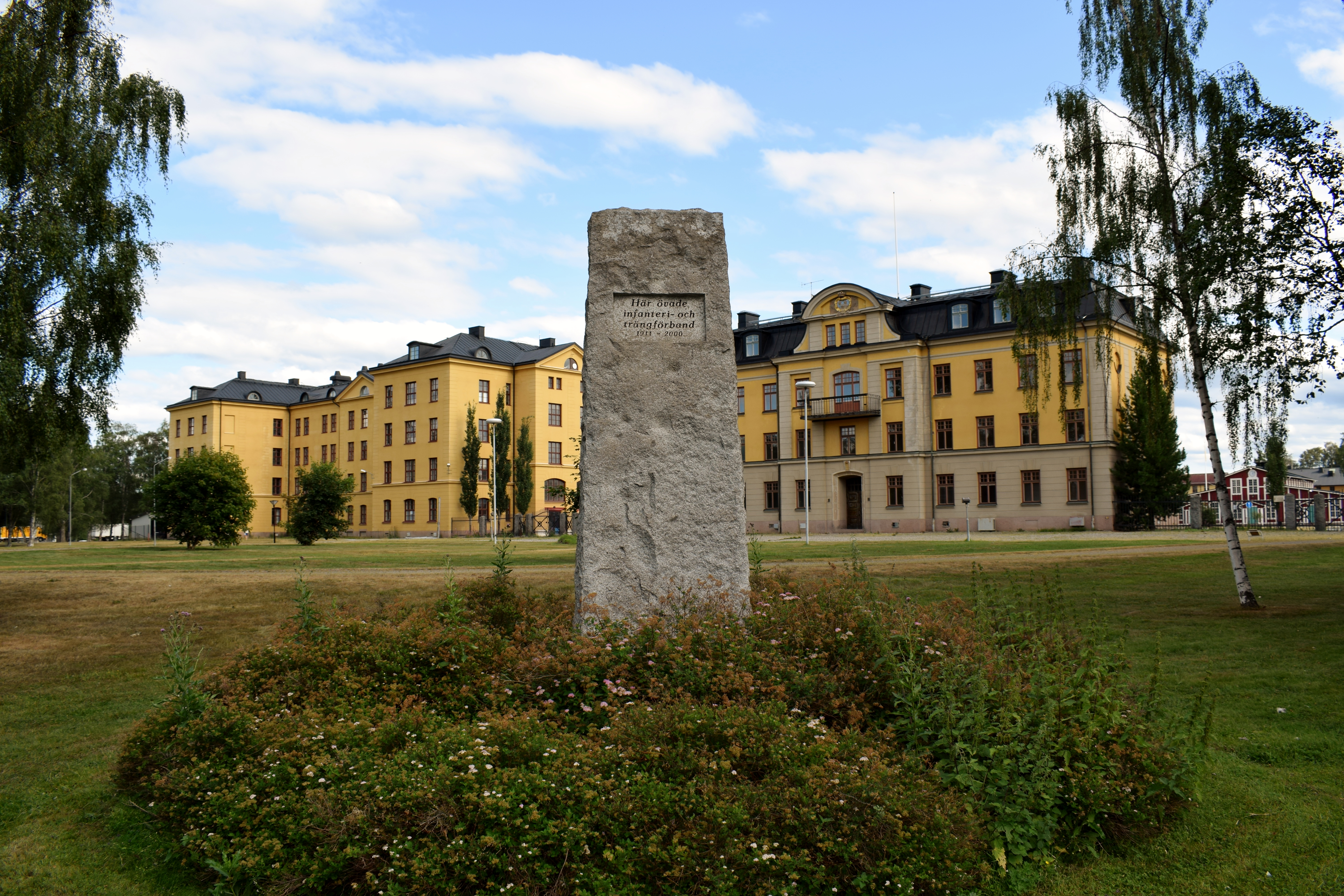
Minnessten vid regementet.
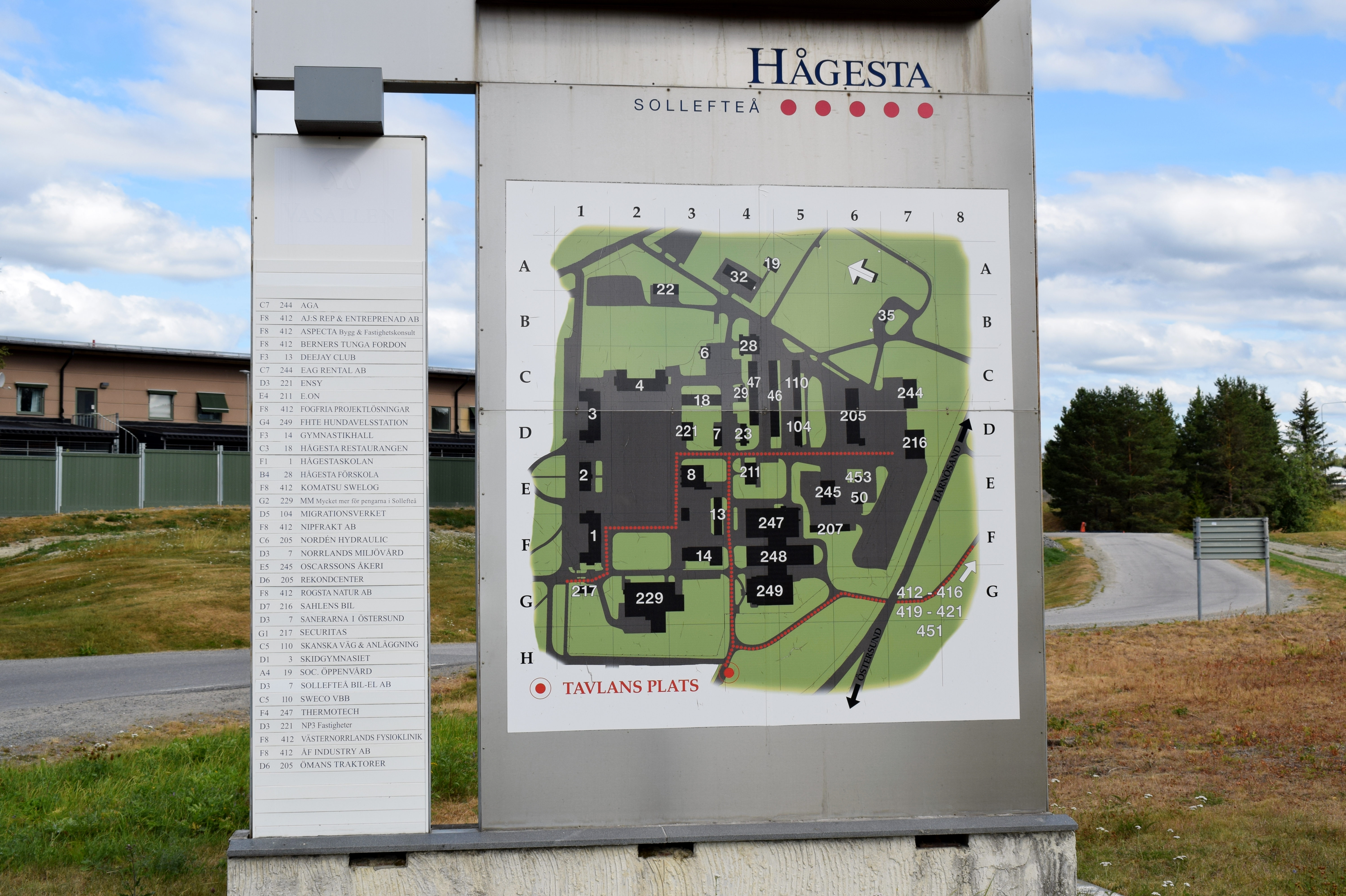
Områdeskarta över det tidigare kasernetablissementet.